# Geleitzug HX 65
Der Geleitzug HX 65 war ein alliierter Geleitzug der HX-Geleitzugserie zur Versorgung Großbritanniens im Zweiten Weltkrieg. Er fuhr am 12. August 1940 im kanadischen Halifax ab und traf am 27. August in Liverpool ein. Die Alliierten verloren durch deutsche U-Boote und Flugzeuge acht Frachtschiffe mit 53.756 BRT.

## Zusammensetzung und Sicherung

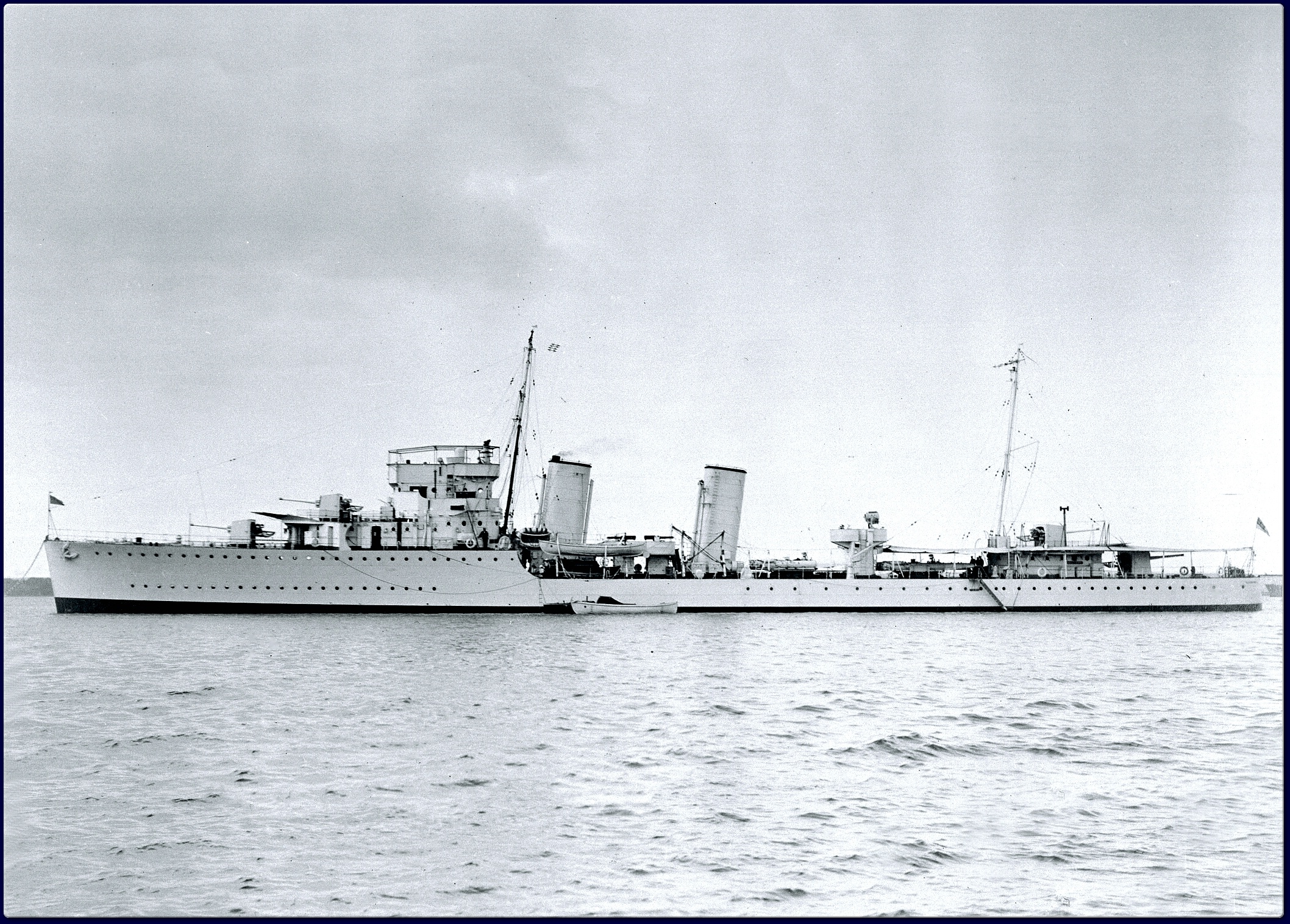
Zerstörer Saguenay

Der Geleitzug HX 65 setzte sich aus 51 Frachtschiffen zusammen. Am 12. August 1940 verließen sie Halifax (Lage) in Richtung Liverpool (Lage). Ein Teilgeleit fuhr weiter nach Methil (Lage). Kommodore des Konvois war Vice-Admiral B. G. Washington, der sich auf der Harpalyce eingeschifft hatte. Nach dem Auslaufen sicherten die kanadischen Zerstörer Assiniboine und Saguenay und die Hilfskriegsschiffe French und Laurier einige Tage den Konvoi. Währenddessen blieb der britische Hilfskreuzer Voltaire bis zum 23. August als Sicherung da. Ab dem 20. August übernahmen die britische Korvette Godetia und ab dem 24. August zusätzlich der kanadische Zerstörer Skeena und der britische Zerstörer Westcott sowie ab dem 26. August noch die britischen Zerstörer Jaguar und Javelin sowie die britische Sloop Lowestoft den Geleitschutz.
| Name                | Flagge                 | Vermessung in BRT | Verbleib                                                      |
| ------------------- | ---------------------- | ----------------- | ------------------------------------------------------------- |
| Agapenor            | Vereinigtes Königreich | 7.391             |                                                               |
| Alfred Olsen        | Norwegen               | 8.817             |                                                               |
| Anna Mazaraki       | Griechenland           | 5.411             |                                                               |
| Aspasia Nomikos     | Griechenland           | 4.855             |                                                               |
| Athelcrest          | Vereinigtes Königreich | 6.825             | am 25. August von U 48 versenkt (Lage)                        |
| Atlantic            | Vereinigtes Königreich | 5.414             |                                                               |
| Axel Johnson        | Schweden               | 4.915             |                                                               |
| Blairatholl         | Vereinigtes Königreich | 3.319             |                                                               |
| British Lord        | Vereinigtes Königreich | 6.098             |                                                               |
| Canford Chine       | Vereinigtes Königreich | 3.364             |                                                               |
| Cape York           | Vereinigtes Königreich | 5.027             | am 26. August durch Küsten-Flieger-Gruppe 506 versenkt (Lage) |
| Cetus               | Vereinigtes Königreich | 2.614             |                                                               |
| Chama               | Vereinigtes Königreich | 8.077             |                                                               |
| City of Hankow      | Vereinigtes Königreich | 7.360             |                                                               |
| Conus               | Vereinigtes Königreich | 8.123             |                                                               |
| Cymbula             | Vereinigtes Königreich | 8.082             |                                                               |
| Eclipse             | Vereinigtes Königreich | 9.767             |                                                               |
| Empire Merlin       | Vereinigtes Königreich | 5.763             | am 25. August von U 48 versenkt (Lage)                        |
| F J Wolfe           | Vereinigtes Königreich | 12.190            |                                                               |
| Fernbank            | Vereinigte Staaten     | 4.333             |                                                               |
| Fircrest            | Vereinigtes Königreich | 5.394             | am 25. August von U 124 versenkt (Lage)                       |
| Gard                | Norwegen               | 8.259             |                                                               |
| Gitano              | Vereinigtes Königreich | 3.956             |                                                               |
| Harpalyce           | Vereinigtes Königreich | 5.169             | am 25. August von U 124 versenkt (Lage)                       |
| Housatonic          | Vereinigtes Königreich | 5.559             |                                                               |
| Inverlee            | Vereinigtes Königreich | 9.158             |                                                               |
| Juno                | Vereinigtes Königreich | 1.763             |                                                               |
| La Brea             | Vereinigtes Königreich | 6.665             | am 24. August von U 48 versenkt (Lage)                        |
| Lodestone           | Vereinigtes Königreich | 4.877             |                                                               |
| Manchester Merchant | Vereinigtes Königreich | 7.264             |                                                               |
| Maplewood           | Vereinigtes Königreich | 4.566             |                                                               |
| Nellie              | Griechenland           | 4.826             |                                                               |
| Nerissa             | Vereinigtes Königreich | 5.583             |                                                               |
| Nikoklis            | Griechenland           | 3.576             |                                                               |
| Nordlys             | Vereinigtes Königreich | 3.762             |                                                               |
| Pecten              | Vereinigtes Königreich | 7.468             | am 25. August von U 57 versenkt (Lage)                        |
| Prins Maurits       | Niederlande            | 1.287             |                                                               |
| Rangitane           | Vereinigtes Königreich | 16.712            |                                                               |
| Reedpool            | Vereinigtes Königreich | 4.848             |                                                               |
| Regent Panther      | Vereinigtes Königreich | 9.556             |                                                               |
| Remuera             | Vereinigtes Königreich | 11.445            | am 26. August durch Küsten-Flieger-Gruppe 506 versenkt (Lage) |
| Sitala              | Vereinigtes Königreich | 6.218             |                                                               |
| Solarium            | Vereinigtes Königreich | 6.239             |                                                               |
| Stakesby            | Vereinigtes Königreich | 3.900             |                                                               |
| Statesman           | Vereinigtes Königreich | 7.939             |                                                               |
| Taria               | Niederlande            | 10.354            |                                                               |
| Torr Head           | Vereinigtes Königreich | 5.021             |                                                               |
| Torvanger           | Norwegen               | 6.568             |                                                               |
| Uskbridge           | Vereinigtes Königreich | 2.715             |                                                               |
| Welsh Prince        | Vereinigtes Königreich | 5.148             |                                                               |
| Winkleigh           | Vereinigtes Königreich | 5.468             |                                                               |

## Verlauf
Im Verlaufe des 24. August 1940 war der Geleitzug im Bereich der Western Approaches geteilt worden. Ein Teil (manchmal als Geleitzug HX 65A bezeichnet) lief in Richtung Methil an der schottischen Ostküste weiter, während der andere Teil nach Liverpool fuhr. Zwei Schiffe, die aufgrund von Maschinenproblemen den Geleitzug verließen, wurden als Nachzügler versenkt. So am 24. August der Tanker La Brea, der mit Öl und Treibstoff beladen war und am 24. August durch das deutsche Unterseeboot U 48 zerstört wurde. Ein weiterer Nachzügler war der Tanker Pecten, den U 57 am 25. August versenkte. Dabei starben 48 der 56 Seeleute. Am Morgen des 25. August sichtete U 48 den Geleitzug und schoss mit Torpedos auf den britischen Tanker Athelcrest, wobei 30 der 36 Besatzungsmitglieder getötet wurden. Der Tanker, der irreparabel beschädigt war, wurde von der Godetia versenkt. Anschließend versenkte U 48 den britischen Frachter Empire Merlin, der Schwefel geladen hatte, unter Verlust von 35 Mann der 36-köpfigen Besatzung. Am Abend erreichte U 124 den Geleitzug nördlich der Hebriden und griff über Wasser an. Dabei gingen die zwei Hecktorpedos, die auf ein Geleitfahrzeug zielten, vorbei. Anschließend schoss U 124 die vier Bugtorpedos auf vier verschiedene Schiffe. Dabei sanken die Fircrest unter Verlust der gesamten 39-köpfigen Besatzung und die Harpalyce, die Stahl geladen hatte und 37 ihrer 42 Besatzungsmitglieder mit in die Tiefe nahm. Die ebenfalls getroffene Stakesby wurde nur beschädigt und konnte gerettet werden. Am Folgetag erreichten vier Heinkel He 115 der Küsten-Flieger-Gruppe 506 den Konvoi und versenkten mit Torpedos das Passagierschiff Remuera, von der die gesamte Besatzung gerettet wurde. Bei einem weiteren Luftangriff von acht Junkers Ju 88, ebenfalls von der  Kü.Fl.Gr. 506, wurde der Frachter Cape York so schwer beschädigt, dass er am Folgetag aufgegeben werden musste.